# 2007年東ティモール大統領選挙
2007年東ティモール大統領選挙（2007ねんひがしティモールだいとうりょうせんきょ、ポルトガル語: Eleição presidencial em Timor-Leste de 2007）は、東ティモール民主共和国の元首である大統領を選出するため、2007年に執行された大統領選挙である。
4月9日（第1回投票）と5月9日（決選投票）に投票が行われた。

## 概要
国連暫定統治下で実施された2002年4月に行われた大統領選挙以来、5年ぶりに行われた選挙で、2002年5月の独立後初めての選挙となった。選挙には8名の候補者が立候補したが事実上、ノーベル平和賞受賞者で国際的知名度が高いラモス・ホルタ暫定政権首相（無所属）と、フランシスコ・グテレス（通称ル・オロ）フレティリン党首・国会議長、反フレティリンの急先鋒で若手改革派のフェルナンド・アラウジョ（通称：ラサマ）民主党党首の3名による三つ巴の争いとなった。
第1回投票では、ル・オロ候補とラモス・ホルタ候補がそれぞれ1位と2位の得票を得たものの、ル・オロ候補は過半数に達しなかったため、翌月に決選投票が行われ、ホルタ候補がル・オロ候補が大差で破って当選を果たした。

## 選挙データ
2006年12月に国民議会で制定された「大統領選挙法」に基づいて実施された。
第1回投票で過半数を得た候補者がいなかった場合は、1ヶ月後に上位2候補による決選投票が実施され、最多得票を得た候補者が当選する。

## 候補者
| 氏名                                   | 所属政党                 | 備考              |
| -------------------------------------- | ------------------------ | ----------------- |
| フランシスコ・グテレス                 | 東ティモール独立革命戦線 | 国民議会議長 党首 |
| アベリノ・コエーリョ                   | ティモール社会党         | 党幹事            |
| フランシスコ・シャビエル・ド・アマラル | ティモール社会民主協会   | 国民議会議員 党首 |
| マヌエル・ティルマン                   | ティモール闘士連合       | 党首              |
| ルシア・ロバト                         | 社会民主党               | 国民議会議員      |
| ジョゼ・ラモス＝ホルタ                 | 無所属                   | 首相              |
| ジョアン・カラスカラン                 | ティモール民主連合       | 党首              |
| フェルナンド・ラサマ・デ・アラウジョ   | 民主党                   | 党首              |

※ 登録順

## 選挙活動
選挙運動は、3月23日から投票日3日前の4月6日まで行われた。
3月22日に、首都ディリで銃撃戦が発生し、2人が死亡した。ラモス・ホルタは貧困問題を中心に訴えたが、銃撃事件については触れなかった。

## 結果
4月9日に投票が行われた第1回投票においては、堅い組織票を持つル・オロ候補が28%弱の得票で首位となり、ラモス・ホルタ候補は21.8%で2位、ラサマは20%弱の票を獲得した。東部地域のバウカウ県出身のホルタ候補は同じ東部地域のヴィケケ県出身のル・オロ候補と有権者の支持を激しく争った一方で、西部地域のアイナロ県出身のラサマ候補は西部地域における反フレティリン票の多くを獲得した形となった。首位となったル・オロ候補の得票が過半数に達しなかったため、1ヶ月後の5月9日にル・オロ候補とホルタ候補による決選投票が行われ、第1回投票で敗北した6名の候補者の内、5名からの支持を得たホルタ候補が7割近い得票を得て、当選を果たした。

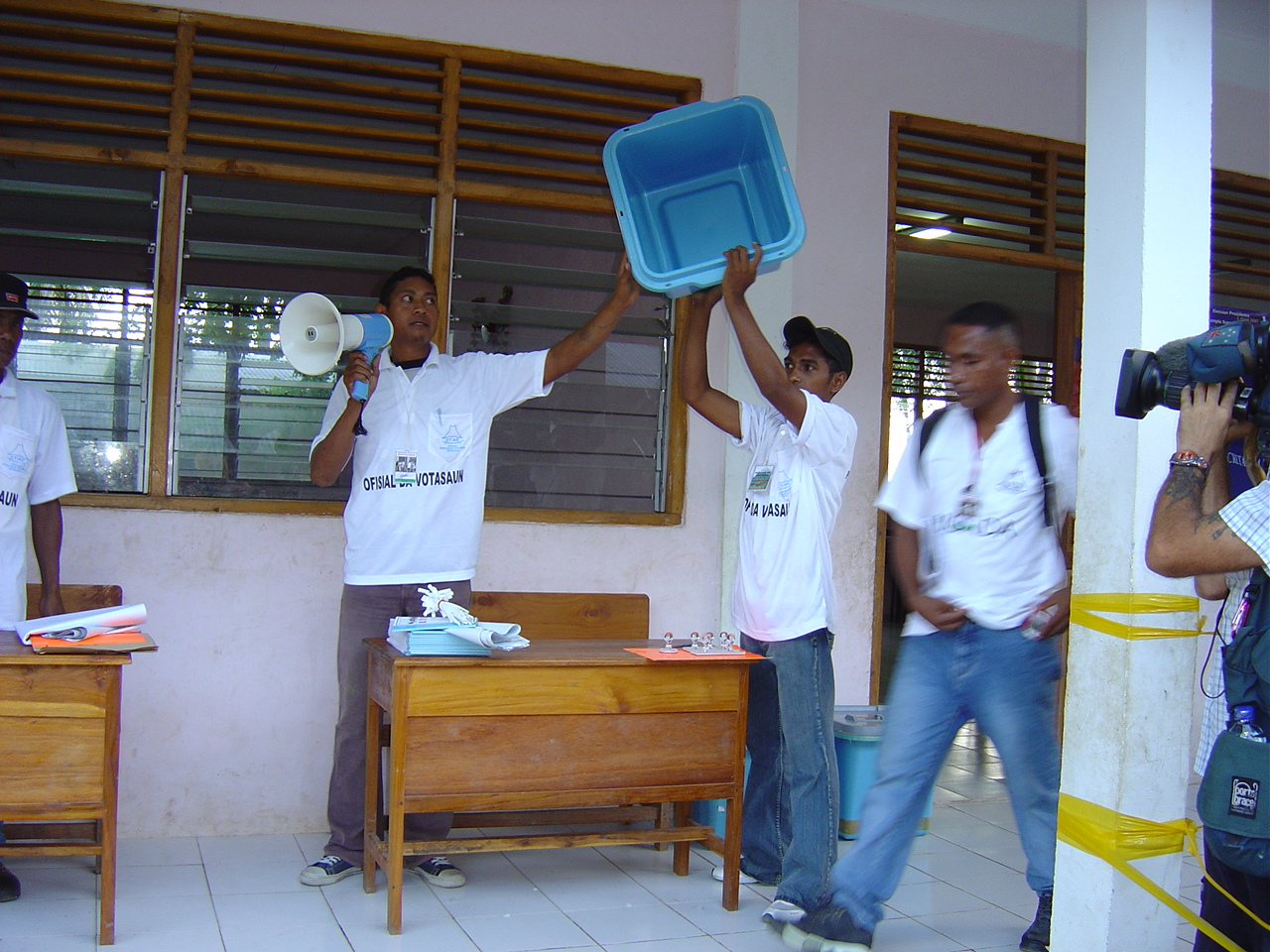
2007年東ティモール大統領選挙

| 候補者 | 所属政党                         | 第1回投票 | 第1回投票 | 第2回投票 | 第2回投票 |
| 候補者 | 所属政党                         | 得票数    | 得票率    | 得票数    | 得票率    |
| フランシスコ・グテレス                                                                                             | 東ティモール独立革命戦線         | 112,666   | 27.89%    | 127,342   | 30.65%    |
| ジョゼ・ラモス＝ホルタ                                                                                             | 無所属                           | 88,102    | 21.81%    | 285,835   | 69.35%    |
| フェルナンド・アラウジョ                                                                                           | 民主党                           | 77,459    | 19.18%    |           |           |
| フランシスコ・シャビエル・ド・アマラル                                                                             | ティモール社会民主協会           | 58,125    | 14.39%    |           |           |
| ルシア・ロバト | 社会民主党                       | 35,789    | 8.86%     |           |           |
| マヌエル・ティルマン                                                                                               | ティモール闘士連合               | 16,534    | 4.09%     |           |           |
| アベリノ・コエーリョ                                                                                               | ティモール社会党                 | 8,338     | 2.06%     |           |           |
| ジョアン・カラスカラン                                                                                             | ティモール民主連合               | 6,928     | 1.72%     |           |           |
| 有効票数（有効票数）                                                                                               | 有効票数（有効票数）             | 403,941   | 94.44%    | 413,177   | 97.34%    |
| 白票・無効票数（白票・無効票率）                                                                                   | 白票・無効票数（白票・無効票率） | 23,771    | 5.56%     | 11,298    | 2.66%     |
| 投票総数（投票率）                                                                                                 | 投票総数（投票率）               | 427,712   | 81.79%    | 424,475   | 81.00%    |
| 有権者数 | 有権者数                         | 522,933   | 100.0%    | 524,073   | 100.0%    |
| 出典：Presidential Election 2007 Results、Run-Off Election 2007 Final Results - East Timor Legal Information Site. |                                  |           |           |           |           |

## 参考資料
- アジア経済研究所編『2008年版 アジア動向年報』（アジア経済研究所）